# Ранчо-Палос-Вердес (Каліфорнія)
Ранчо-Палос-Вердес (англ. Rancho Palos Verdes) — місто (англ. city) в США, в окрузі Лос-Анджелес штату Каліфорнія. Населення — 42 287 осіб (2020).

## Географія
Ранчо-Палос-Вердес розташоване за координатами 33°45′11″ пн. ш. 118°22′3″ зх. д. / 33.75306° пн. ш. 118.36750° зх. д. (33.753146, -118.367459).  За даними Бюро перепису населення США в 2010 році місто мало площу 34,88 км², з яких 34,87 км² — суходіл та 0,00 км² — водойми.

## Демографія
Згідно з переписом 2010 року, у місті мешкали 41 643 особи в 15 561 домогосподарстві у складі 12 143 родин. Густота населення становила 1194 особи/км².  Було 16179 помешкань (464/км²).
Расовий склад населення:
| - 61,7 % — білих - 29,0 % — азіатів - 2,4 % — чорних або афроамериканців - 0,2 % — корінних американців - 0,1 % — вихідців з тихоокеанських островів - 1,8 % — осіб інших рас |

До двох чи більше рас належало 4,8 %. Частка іспаномовних становила 8,5 % від усіх жителів.
За віковим діапазоном населення розподілялося таким чином: 22,2 % — особи молодші 18 років, 54,6 % — особи у віці 18—64 років, 23,2 % — особи у віці 65 років та старші. Медіана віку мешканця становила 47,8 року. На 100 осіб жіночої статі у місті припадало 94,3 чоловіків;  на 100 жінок у віці від 18 років та старших — 90,1 чоловіків також старших 18 років.
Середній дохід на одне домашнє господарство  становив 147 753 долари США (медіана — 118 780), а середній дохід на одну сім'ю — 165 267 доларів (медіана — 138 652). Медіана доходів становила 110 852 долари для чоловіків та 66 764 долари для жінок. За межею бідності перебувало 4,3 % осіб, у тому числі 4,3 % дітей у віці до 18 років та 4,0 % осіб у віці 65 років та старших.
Цивільне працевлаштоване населення становило 18 118 осіб. Основні галузі зайнятості: освіта, охорона здоров'я та соціальна допомога — 24,9 %, науковці, спеціалісти, менеджери — 15,0 %, виробництво — 13,4 %.